# Diastema weberbaueri
Diastema weberbaueri là một loài thực vật có hoa trong họ Tai voi. Loài này được Fitsch mô tả khoa học đầu tiên năm 1916.